# Cima Fournier
La Cima Fournier (in francese Cime de Fournier) è una montagna di 2.424 m s.l.m. delle Alpi del Monginevro, nelle Alpi Cozie. È situata lungo il confine tra l'Italia (Piemonte) e la Francia (Provenza-Alpi-Costa Azzurra).

## Descrizione

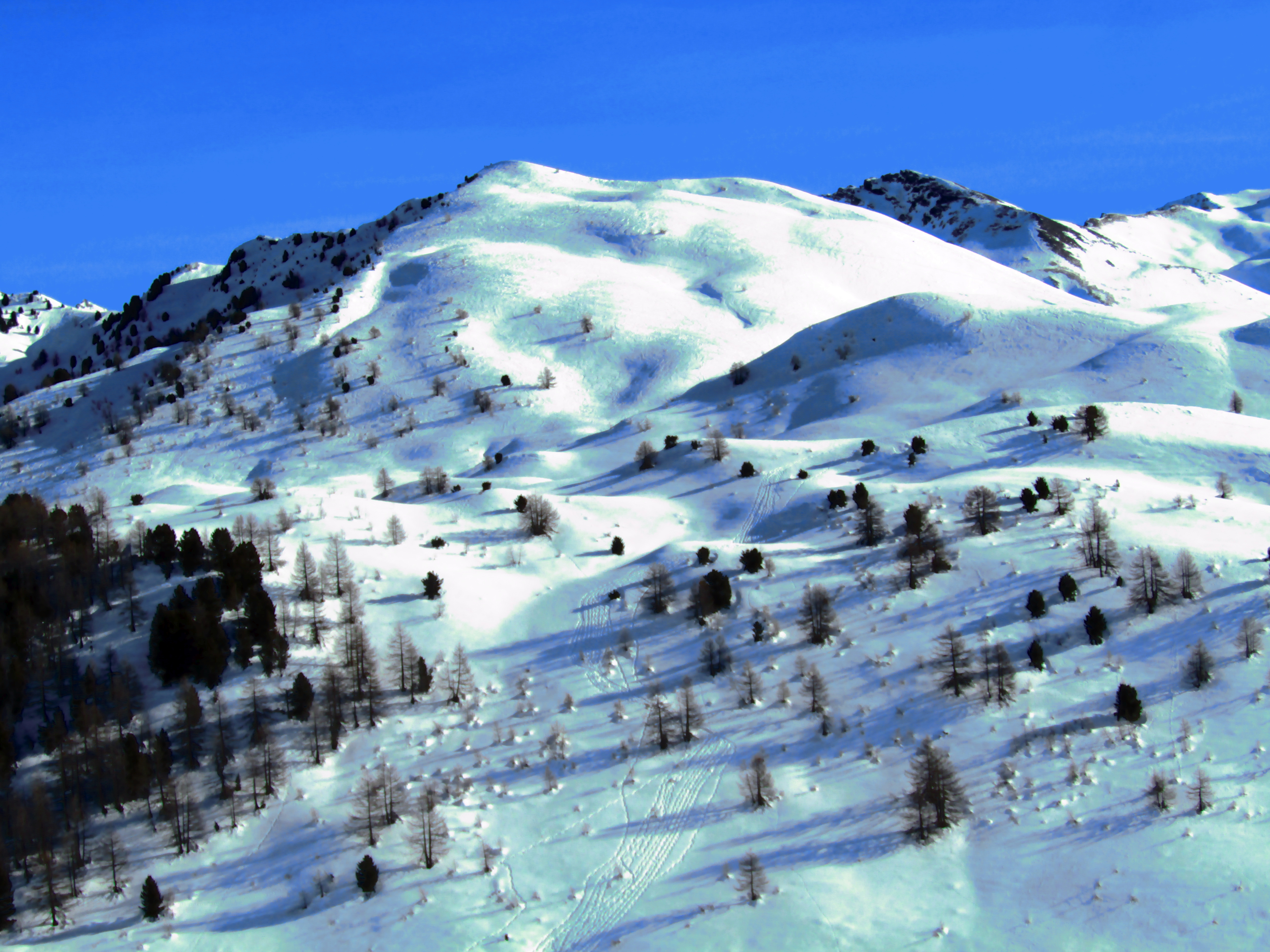
Vista dal Poggio Carabinieri, nei pressi dello spartiacque di confine

La montagna si trova al confine tra la città metropolitana di Torino e il Dipartimento delle Alte Alpi, ed è collocata sulla Catena principale alpina. Si trova sul punto di convergenza tra i valloni del rio Servierettes, del torrente Chabaud (entrambi tributari della Val Thuras, una valle laterale della Val di Susa) e di quello della Cerveyrette (quest'ultima tributaria della Durance). Amministrativamente è divisa tra il comune di Cesana Torinese (Italia) e quello di Cervières (Francia). Sulla cima si trova un cippo di confine che indica il passaggio del confine italo-francese. In corrispondenza della cima si stacca dal crinale principale un costolone che comprende il Monte Beghino e il Monte Corbioun e che, dirigendosi verso nord-est, separa i due valloni Servierettes e Chabaud. Lo spartiacque Dora/Durance continua invece verso sud-est con il Col de Chabaud (2.215 m), risalendo poi alla Dormillouse. In direzione opposta lo spartiacque invece passa per colli Bourget e Bousson (nei pressi del quale si trova sul versante italiano il Poggio dei Carabinieri) e si dirige poi verso la Cima Saurel.

## Accesso alla vetta

### Salita estiva
La salita dal Lago Nero, che a sua volta si può raggiungere da Bousson con una strada sterrata, è valutata di difficoltà E.

### Salita invernale

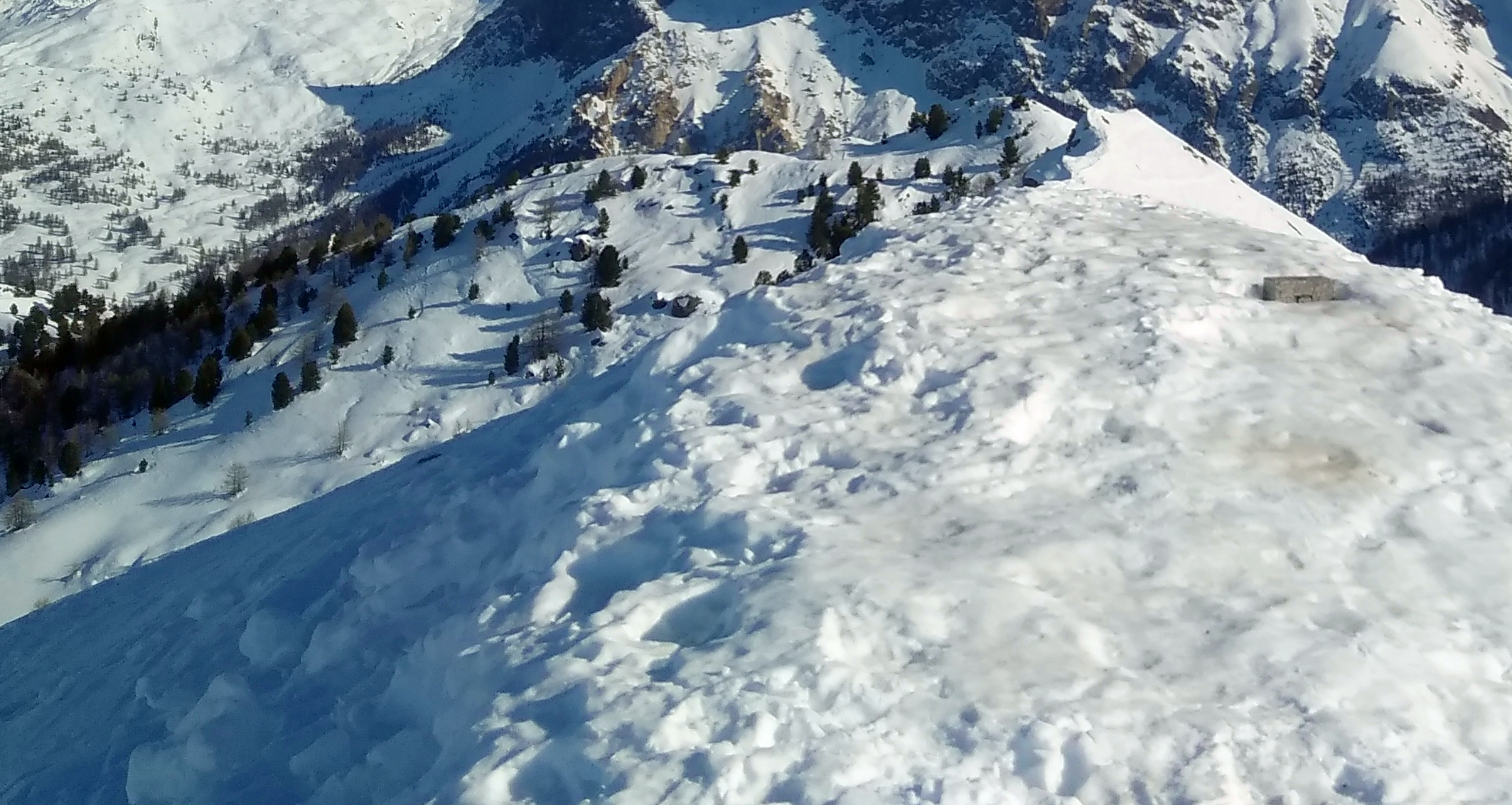
La cima innevata con un cippo confinario

La montagna rappresenta una classica meta dell'escursionismo invernale con le ciaspole nonché una meta scialpinistica che, dato il rischio di valanghe relativamente ridotto, può essere adatta a periodi nei quali mete più impegnative vengano valutate troppo rischiose.

## Punti di appoggio
- Capanna Mautino, collocata a 2.110 m s.l.m. poco a nord-ovest del Lago Nero

## Protezione della natura
Il versante italiano della montagna fa parte del SIC denominato Cima Fournier e Lago Nero (cod.IT1110058), di 639 ettari di superficie..

## Cartografia
- Cartografia ufficiale italiana dell'Istituto Geografico Militare (IGM) in scala 1:25.000 e 1:100.000,  consultabile on line, su pcn.minambiente.it.
- Cartografia ufficiale francese dell'Institut géographique national (IGN),  consultabile online, su geoportail.gouv.fr.
- Istituto Geografico Centrale - Carta dei sentieri e dei rifugi scala 1:50.000 n. 1 Valli di Susa Chisone e Germanasca
- Carta dei sentieri e stradale scala 1:25.000 n. 2 Alta Val Susa Alta Val CHisone, Ciriè, Fraternali editore.